# Ausgleichsmandat
Ausgleichsmandate dienen dazu, die bei bestimmten Wahlsystemen zustande kommenden Überhangmandate so auszugleichen, dass andere Parteien, die keine oder weniger Überhangmandate bekommen haben, nicht benachteiligt werden. So wird erreicht, dass die Parteien im Parlament im Sinne einer Verhältniswahl entsprechend ihres Stimmanteils (im Deutschen Bundestag der Zweitstimmenanteil) vertreten sind. Bei den Wahlen zum Deutschen Bundestag war 2013, 2017 und 2021 die Zuteilung von Ausgleichsmandaten vorgesehen.

## Verfahren
Zu Überhangmandaten kann es kommen, wenn die Abgeordnetensitze sowohl in einer Mehrheitswahl (über Direktmandate) als auch in einer Verhältniswahl (über Parteilisten) vergeben werden. Dieses Verfahren der sogenannten personalisierten Verhältniswahl wird beispielsweise bei der Wahl zum Deutschen Bundestag, den meisten Bundesländern bei Landtagswahlen (nicht Bremen, Saarland) und zum Teil bei Kommunalwahlen angewendet (z. B. Baden-Württemberg, Nordrhein-Westfalen).
Das Verfahren der Zuteilung der Ausgleichsmandate, um die zuvor entstandenen Überhangmandate und das daraus entstandene Missverhältnis der Sitze im Parlament auszugleichen, ist sehr unterschiedlich. In Niedersachsen zum Beispiel wird die doppelte Anzahl der Überhangmandate zu der ursprünglichen Anzahl der zu vergebenden Sitze hinzuaddiert. Dann werden sämtliche Berechnungen so wiederholt, als wäre die Summe die ursprüngliche Anzahl der Sitze. Dadurch soll das Kräfteverhältnis annähernd wiederhergestellt werden.
Bei der Anwendung der Unechten Teilortswahl in Baden-Württemberg entstehen Ausgleichssitze durch den Abgleich zwischen dem Gesamtergebnis einer Liste in einem Gesamtgemeindegebiet und dem damit erzielten Anspruch ihrer Liste auf Sitze des zu wählenden Gremiums und den Ergebnissen ihrer Kandidaten für den von ihnen vertretenen Wahlbezirk (Teilort bzw. Wohnbezirk).

### Rechtsgrundlagen
| Gebiet                 | Rechtsgrundlage             |
| ---------------------- | --------------------------- |
| Deutschland            | § 6 BWG (bis 2023)          |
| Baden-Württemberg      | § 2 LWG; ferner § 25 KomWG  |
| Bayern                 | Art. 44 LWG                 |
| Berlin                 | § 19 LWG, § 73 LWO          |
| Brandenburg            | § 3 BbgLWahlG               |
| Hamburg                | § 5 BüWG                    |
| Hessen                 | § 10 LWG                    |
| Mecklenburg-Vorpommern | § 58 LKWG M-V               |
| Niedersachsen          | § 33 NLWG                   |
| Nordrhein-Westfalen    | § 33 LWG; ferner § 33 KomWG |
| Rheinland-Pfalz        | § 30 LWahlG                 |
| Sachsen                | § 6 SächsWahlG              |
| Sachsen-Anhalt         | § 35 LWG                    |
| Schleswig-Holstein     | § 3 LWahlG                  |
| Thüringen              | § 5 ThürLWG                 |

## Deutscher Bundestag (2013–2021)
Bei den Bundestagswahlen von 1949 bis 2009 gab es keine Ausgleichsmandate, daher (und aufgrund der Sperrklausel) entsprach die Sitzverteilung im Bundestag nicht zwangsläufig der prozentualen Zweitstimmenverteilung.
Seit Dezember 2011 galt ein modifiziertes Verfahren der Sitzverteilung für den Bundestag. Im Juli 2012 erklärte das Bundesverfassungsgericht dieses Verfahren für unwirksam. Der Zweite Senat gab mit seiner Entscheidung Verfassungsklagen der Bundestagsfraktionen von SPD und Grünen sowie von mehr als 3000 Bürgern statt.
Im Oktober 2012 einigten sich schließlich die Regierung (CDU, CSU und FDP) und Teile der Opposition (SPD und Grüne) im Bundestag darauf, ab der Bundestagswahl 2013 Ausgleichsmandate für den Bundestag einzuführen. Die Wahlrechtsreform wurde am 21. Februar 2013 im Bundestag beschlossen und durch Anpassung des § 6 des Bundeswahlgesetzes umgesetzt.
Die Wahl 2013 ergab schließlich vier Überhangmandate für die CDU. Durch die Verteilung nach Landeslisten in der 1. Stufe bestimmten jedoch in der 2. Stufe die 56 Mindestmandate der CSU die Gesamtgröße, sodass es insgesamt 29 Ausgleichsmandate gab.
Die Regelung des Ausgleichs – nicht der Ausgleich an sich – und die damit verbundene Gefahr einer starken Aufblähung der Sitzzahl wurde bereits im Rahmen des Gesetzgebungsverfahrens kritisiert.
Im Januar 2023 stellte die Ampelkoalition einen Gesetzentwurf zur Reform des Wahlrechtes und zur Verkleinerung des Bundestages vor, der eine Abschaffung der Überhangmandate und Ausgleichsmandate zum Inhalt hat.
Am 14. Juni 2023 trat die Gesetzesänderung in Kraft. Dabei wurde das Prinzip der Zweitstimmendeckung eingeführt. Im Juli 2024 bestätigte das Bundesverfassungsgericht die Abschaffung der Ausgleichsmandate und Überhangmandate.
| Bundestagswahl | Bundestagswahl | AfD | CDU | CSU | FDP | Grüne | Linke | SPD | SSW | Summe | Rechnerisch maßgeblicher Mandatszuwachs |
| -------------- | -------------- | --- | --- | --- | --- | ----- | ----- | --- | --- | ----- | --------------------------------------- |
| 2021           | Überhang       | 1   | 12  | 11  |     |       |       | 10  |     | 34    | 34→42[+3] (CSU)                         |
| 2021           | Ausgleich      | 13  | 18  | 0   | 16  | 24    | 7     | 26  | 0   | 104   | 34→42[+3] (CSU)                         |
| 2017           | Überhang       |     | 36  | 7   |     |       |       | 3   |     | 46    | 168→200 (CDU)                           |
| 2017           | Ausgleich      | 11  | 0   | 0   | 15  | 10    | 10    | 19  | –   | 65    | 168→200 (CDU)                           |
| 2013           | Überhang       |     | 4   |     |     |       |       |     |     | 4     | 53→56 (CSU)                             |
| 2013           | Ausgleich      | –   | 13  | 0   | –   | 2     | 4     | 10  | –   | 29    | 53→56 (CSU)                             |